# Noelia Artigas
Noelia Beatriz Artigas Pizzo, bedre kendt som Noelia Artigas (født 4. juni 1989) er en håndboldmålmand fra Uruguay. Hun spiller på Uruguays håndboldlandshold, og deltog under VM 2011 i Brasilien.